# Saylor Township (comté de Polk, Iowa)
Saylor Township est un township du comté de Polk en Iowa, aux États-Unis,.
Il est nommé à la mémoire de John B. Saylor, un pionnier.

## Source de la traduction
- (en) Cet article est partiellement ou en totalité issu de l’article de Wikipédia en anglais intitulé « Saylor Township, Polk County, Iowa » (voir la liste des auteurs).